# No logo: el poder de les marques
No logo: el poder de les marques (en l'original en anglès: No Logo: Taking Aim at the Brand Bullies) és un llibre de l'autora canadenca Naomi Klein. Publicat per primera vegada per Knopf Canada i Picador el desembre de 1999, poc després de les manifestacions contra la cimera de l'OMC a Seattle que havien generat una atenció mediàtica sobre aquests temes, es va convertir en un dels llibres més influents sobre el moviment d'altermundista i un best-seller internacional.

## Resum
El llibre consta de quatre seccions: "Sense espai", "Sense opcions", "Sense feina" i "Sense logotip". Les tres primeres tracten els efectes negatius de l'activitat corporativa orientada a la marca, mentre que la quarta discuteix els diferents mètodes que han pres les persones per lluitar-hi.

### "Sense espai"
El llibre comença traçant la història de les marques. Klein argumenta que hi ha hagut un canvi en l'ús de la marca i dona exemples d'aquest canvi a la marca "anti-marca". Els primers exemples de marques sovint s'utilitzaven per posar una cara reconeguda als productes produïts per la fàbrica. Però lentament volen imbuir estils de vida associats a la marca. Segons Klein, en resposta als accidents econòmics de la dècada de 1980 (a causa de la Crisi del deute llatinoamericà, el Dilluns negre de 1987, la Crisi d'estalvis i de préstecs i la Bombolla de preus dels actius japonesos), les corporacions van començar a replantejar-se seriosament el seu enfocament al màrqueting i als joves, enfront dels baby boomers, que anteriorment havien estat considerats un segment molt més valuós.
El llibre analitza com les marques de Nike o Pepsi es van expandir més enllà dels mers productes que portaven els seus noms i com aquests noms i logotips van començar a aparèixer a tot arreu. Això va impulsar que el mercat, ara orientat als joves, associés la marca amb allò que els joves consideraven "genial". Així, les marques van intentar associar els seus noms amb tot, des de les pel·lícules i els atletes fins als moviments socials de base.
Klein argumenta que les grans empreses multinacionals consideren que la comercialització d'un nom de marca és més important que la fabricació real dels productes; aquest tema es repeteix en el llibre, i Klein suggereix que ajuda a explicar el canvi cap a la producció en països del Tercer Món de les indústries com la roba, el calçat i el maquinari de l'ordinador.
Aquesta secció també analitza les maneres en què les marques han "musculat" la seva presència al sistema escolar, i com, en fer-ho, s'han publicitat en les escoles i han utilitzat la seva posició per recollir informació sobre els estudiants. Klein argumenta que això forma part d'una tendència cap als consumidors joves.

### "Sense opcions"
A la segona secció, Klein analitza com les marques utilitzen el seu poder per limitar el nombre d'opcions disponibles al públic, ja sigui a través del domini del mercat (p. ex., Wal-Mart) o mitjançant una invasió agressiva d'una regió (p. ex., Starbucks). Klein argumenta que l'objectiu de cada empresa és convertir-se en la força dominant en el seu camp respectiu. Mentrestant, altres corporacions, com Sony o Disney, només obren les seves pròpies cadenes de botigues, impedint que la competència inclogui els seus productes a les prestatgeries.
Aquesta secció també analitza la forma en què les empreses es fusionen entre si per tal d'augmentar la seva ubiqüitat i proporcionar un major control sobre la seva imatge. ABC News, per exemple, està presumptament sota pressió per no emetre relats que són massa crítics amb Disney, la seva empresa matriu. Altres cadenes, com ara Wal-Mart, solen amenaçar amb treure diversos productes de les seves prestatgeries, forçant als fabricants i editors a complir amb les seves demandes. Això podria significar reduir els costos de fabricació o el contingut de productes com revistes o àlbums, de manera que s'adaptin millor a la imatge de l'ús familiar de Wal-Mart.
També es discuteix la forma en què les empreses abusen de les lleis de drets d'autor per silenciar qualsevol que pugui intentar criticar la seva marca.

### "Sense feina"
En aquest apartat, el llibre pren un to més fosc i examina la manera en què els treballs de fabricació es mouen de fàbriques locals a països estrangers, i en particular a llocs coneguts com a zones franques. Aquestes zones sovint no tenen lleis laborals, donant lloc a dures condicions de treball.
El llibre torna a Amèrica del Nord, on la manca de feines de fabricació ha provocat una afluència de treball en el sector dels serveis, on la majoria dels llocs de treball són per un salari mínim i no ofereixen cap benefici. S'introdueix el terme "McJob", definit com un treball amb una compensació deficient que no manté el ritme de la inflació, les hores són inflexibles o indesitjables, hi ha poques possibilitats d'avançar i alts nivells d'estrès. Mentrestant, s'està venent al públic la percepció que aquests llocs de treball són ocupació temporal per a estudiants i graduats recents i, per tant, no necessiten oferir sous o beneficis suficients.
El resultat de tot plegat és una nova generació d'empleats que han sofert l'èxit de les empreses a les quals treballen. El ressentiment d'aquests treballadors, juntament amb l'augment de l'atur, els abusos laborals a l'exterior, el menyspreu pel medi ambient i la presència cada vegada més gran de la publicitat genera un nou menyspreu cap a les empreses.

### "Sense logotip"
A la secció final del llibre es discuteixen diversos moviments que han sorgit durant els anys noranta. Inclouen la revista Adbusters i el moviment culture jamming, així com Reclaim the Streets i el cas dels restaurants de McDonald contra Morris i Acer. També es discuteixen protestes menys radicals, com ara els diversos moviments destinats a posar fi als tallers de treball esclau.
Klein conclou contrastant el consumisme i la ciutadania, optant per aquest últim. "Quan vaig començar aquest llibre", escriu: "Jo honestament no sabia si estava cobrint escenes de resistència atomitzades marginals o el naixement d'un moviment potencialment ampli. Però a mesura que passava el temps, el que vaig veure clarament era un moviment que s'anava formant davant dels meus ulls".